# Bessé-sur-Braye
Bessé-sur-Braye és un municipi francès situat al departament del Sarthe i a la regió de País del Loira. L'any 2007 tenia 2.443 habitants.

## Demografia

### Població
El 2007 la població de fet de Bessé-sur-Braye era de 2.443 persones. Hi havia 1.078 famílies de les quals 363 eren unipersonals (171 homes vivint sols i 192 dones vivint soles), 391 parelles sense fills, 272 parelles amb fills i 52 famílies monoparentals amb fills.
La població ha evolucionat segons el següent gràfic:
Habitants censats

### Habitatges
El 2007 hi havia 1.320 habitatges, 1.094 eren l'habitatge principal de la família, 106 eren segones residències i 121 estaven desocupats. 1.083 eren cases i 228 eren apartaments. Dels 1.094 habitatges principals, 747 estaven ocupats pels seus propietaris, 322 estaven llogats i ocupats pels llogaters i 25 estaven cedits a títol gratuït; 7 tenien una cambra, 85 en tenien dues, 281 en tenien tres, 361 en tenien quatre i 360 en tenien cinc o més. 726 habitatges disposaven pel capbaix d'una plaça de pàrquing. A 502 habitatges hi havia un automòbil i a 401 n'hi havia dos o més.

### Piràmide de població
La piràmide de població per edats i sexe el 2009 era:
| Homes | Edats   | Dones |
| ----- | ------- | ----- |
| 4     | 95 o +  | 20    |
| 16    | 90 a 94 | 32    |
| 8     | 85 a 89 | 44    |
| 12    | 80 a 84 | 20    |
| 80    | 75 a 79 | 88    |
| 108   | 70 a 74 | 104   |
| 84    | 65 a 69 | 100   |
| 56    | 60 a 64 | 84    |
| 60    | 55 a 59 | 76    |
| 80    | 50 a 54 | 64    |
| 84    | 45 a 49 | 68    |
| 88    | 40 a 44 | 92    |
| 96    | 35 a 39 | 88    |
| 104   | 30 a 34 | 68    |
| 80    | 25 a 29 | 76    |
| 36    | 20 a 24 | 48    |
| 92    | 15 a 19 | 44    |
| 100   | 10 a 14 | 48    |
| 100   | 5 a 9   | 60    |
| 52    | 0 a 4   | 36    |

## Economia
El 2007 la població en edat de treballar era de 1.376 persones, 1.022 eren actives i 354 eren inactives. De les 1.022 persones actives 921 estaven ocupades (523 homes i 398 dones) i 101 estaven aturades (45 homes i 56 dones). De les 354 persones inactives 161 estaven jubilades, 79 estaven estudiant i 114 estaven classificades com a «altres inactius».

### Ingressos
El 2009 a Bessé-sur-Braye hi havia 1.100 unitats fiscals que integraven 2.339,5 persones, la mediana anual d'ingressos fiscals per persona era de 18.237 €.

### Activitats econòmiques
Dels 106 establiments que hi havia el 2007, 5 eren d'empreses alimentàries, 1 d'una empresa de fabricació de material elèctric, 10 d'empreses de fabricació d'altres productes industrials, 11 d'empreses de construcció, 26 d'empreses de comerç i reparació d'automòbils, 4 d'empreses de transport, 7 d'empreses d'hostatgeria i restauració, 11 d'empreses financeres, 7 d'empreses de serveis, 12 d'entitats de l'administració pública i 12 d'empreses classificades com a «altres activitats de serveis».
Dels 35 establiments de servei als particulars que hi havia el 2009, 1 era una oficina de correu, 6 oficines bancàries, 1 funerària, 5 tallers de reparació d'automòbils i de material agrícola, 1 taller d'inspecció tècnica de vehicles, 1 autoescola, 1 paleta, 1 guixaire pintor, 1 fusteria, 2 lampisteries, 2 electricistes, 2 empreses de construcció, 6 perruqueries, 4 restaurants i 1 saló de bellesa.
Dels 16 establiments comercials que hi havia el 2009, 1 era un supermercat, 1 una gran superfície de material de bricolatge, 1 una botiga de menys de 120 m², 3 fleques, 3 carnisseries, 1 una botiga de roba, 1 una botiga d'electrodomèstics, 1 un drogueria, 1 una joieria i 3 floristeries.
L'any 2000 a Bessé-sur-Braye hi havia 26 explotacions agrícoles que ocupaven un total de 738 hectàrees.

## Equipaments sanitaris i escolars
El 2009 hi havia 2 farmàcies i 1 ambulància.
El 2009 hi havia 1 escola maternal i 1 escola elemental. Bessé-sur-Braye disposava d'un col·legi d'educació secundària amb 167 alumnes.

## Poblacions més properes
El següent diagrama mostra les poblacions més properes.